# 1. borda Átjárós-barlang
Az 1. borda Átjárós-barlang a Duna–Ipoly Nemzeti Park területén lévő Pilis hegységben, az Oszolyon található egyik barlang.

## Leírás
Csobánka külterületén, az oszolyi Óra-faltól É-ra lévő első nagy sziklacsoport alsó sziklabordájának É-i tövében helyezkedik el a barlang. Az Óra-faltól É-ra indulva a meredek hegyoldalban kb. a fal aljával azonos magasságban, kb. 100–150 m után pontosan a Háromszög-barlang bejáratához lehet jutni. Innen a sziklaborda megkerülésével az É-i oldalban megtalálható az 1. borda Átjárós-barlang bejárata. Felső triász dachsteini mészkőben kifagyásos aprózódás és oldódás hatására jött létre az egyetlen kőfülkéből álló barlang. A 6 m hosszú, két bejáratú és képződménymentes fülke megtekintéséhez nincs szükség felszerelésre.

## Kutatástörténet
Az 1967-ben napvilágot látott Pilis útikalauz című könyvben az jelent meg, hogy az Oszoly Csobánkára néző, Ny-i oldalán, az erdővel körülvett mészkősziklák között több jelentéktelen üreg található.
Az 1974-ben megjelent Pilis útikalauz című könyvben, a Pilis hegység és a Visegrádi-hegység barlangjainak jegyzékében (19–20. old.) meg van említve, hogy a Pilis hegység és a Visegrádi-hegység barlangjai között vannak az Oszoly barlangjai. A Pilis hegység barlangjait leíró rész szerint a Csobánka felett emelkedő Oszoly sziklái között másféltucat kis barlang van. Ezeket a Szpeleológia Barlangkutató Csoport térképezte fel és kutatta át rendszeresen. E kis barlangok többsége nem nagyon látványos, de meg kell említeni őket, mert a turisták, különösen a sziklamászók által rendszeresen felkeresett Oszoly sziklafalaiban, valamint azok közelében némelyikük kitűnő bivakolási lehetőséget nyújt.
Az 1991-ben megjelent útikalauzban meg van ismételve az 1974-es útikalauznak az Oszoly barlangjait bemutató általános ismertetése. Az 1996. évi barlangnapi túrakalauzban meg van ismételve az 1991-ben kiadott útikalauzban található leírás, amely az Oszoly barlangjait általánosan ismerteti. 1997. május 23-án Regős József mérte fel a barlangot és a felmérés alapján 1997. május 24-én Kraus Sándor rajzolt alaprajz térképet keresztmetszettel és hosszmetszet térképet.
1997. május 23-án Kárpát József 1990-es oszolyi áttekintő térképe alapján Kraus Sándor rajzolt helyszínrajzot, amelyen az oszolyi sziklabordák üregeinek földrajzi elhelyezkedése van ábrázolva. A rajzon megfigyelhető az Átjárós névvel jelölt barlang földrajzi helyzete. Kraus Sándor 1997. évi beszámolójában az olvasható, hogy az 1997 előtt ismeretlen barlangnak 1997-ben készült el a térképe. A jelentésbe bekerült az 1997-es helyszínrajz. A 2005-ben megjelent Magyar hegyisport és turista enciklopédia című könyvben meg van említve, hogy az Oszoly erdejében elszórtan sziklatömbök és kis barlangnyílások váltogatják egymást.